# The Ara Project

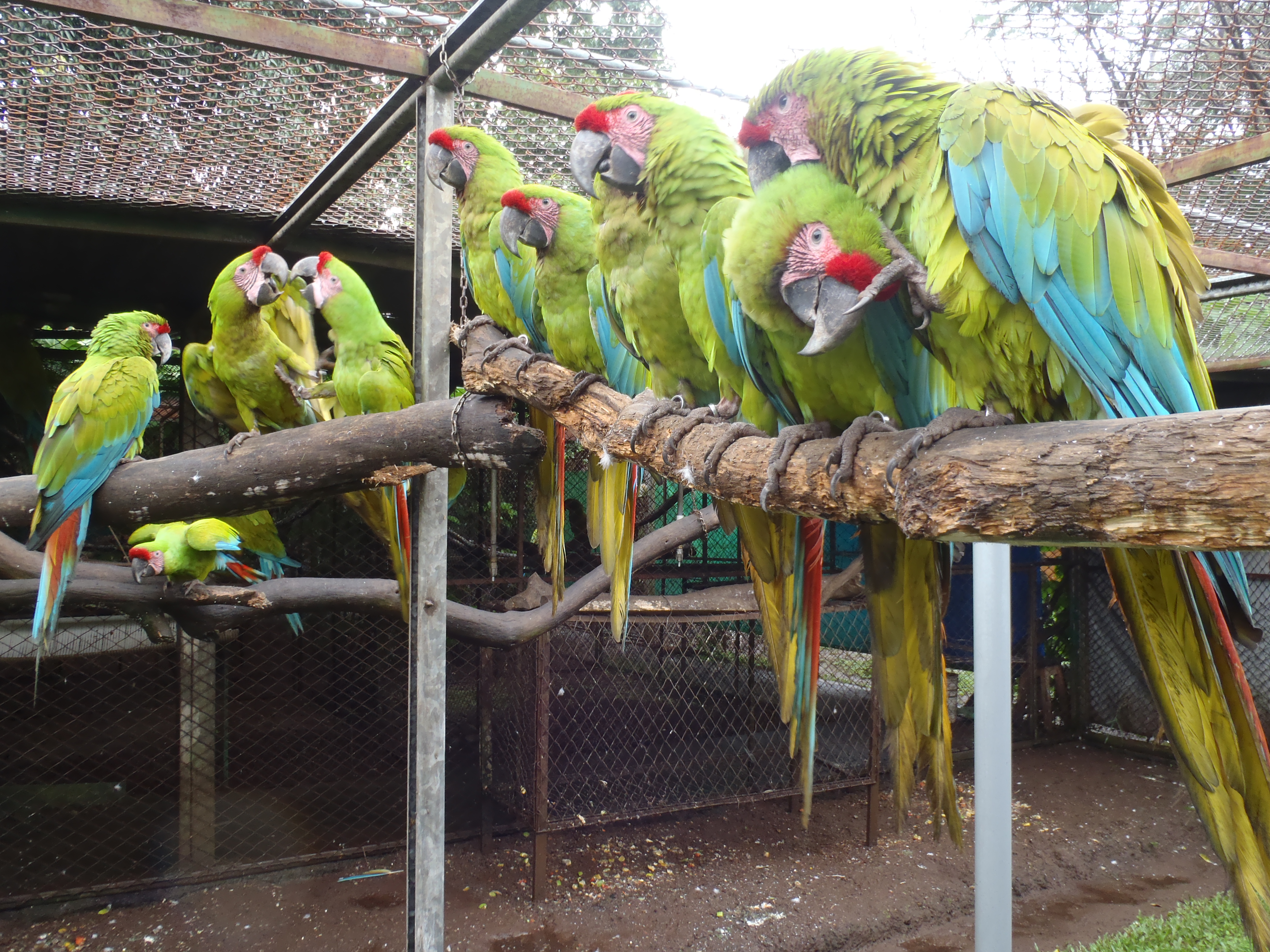
Große Soldatenaras im Zoo The Ara Project

The Ara Project (dt. Das Ara-Projekt) ist ein costa-ricanischer lizenzierter zoologischer Park und eine gemeinnützige Organisation (früher bekannt als Amigos de las Aves).

## Ziele
Das Ara-Projekt widmet sich dem Erhalt der zwei einheimischen Ara-Arten Costa Ricas: dem stark vom Aussterben bedrohten Großen Soldatenara (Ara ambiguus), auch Bechsteinara genannt, und dem Scharlachara (Ara macao), auch Arakanga genannt.
Das Ara-Projekt vereinigt Zuchtmethoden und Volierenmanagement zum Zweck der Durchführung von kontrollierten Auswilderungsprogrammen in Zusammenarbeit mit den Gesetzten Costa Ricas Tier- und Artenschutz, geschaffen und kontrolliert durch MINAET (Ministerio de Ambiente, Energía y Telecomunicaciones), dem Ministerium für Umwelt, Energie und Telekommunikationswesen.
Das Ara-Projekt hat bisher 80 Scharlacharas auf seinen Auswilderungsplätzen ausgewildert.
Im Jahr 2011 wurden die ersten Großen Soldatenaras in der Auswilderungsstätte in Manzanillo freigelassen. Dies soll die erste Auswilderung dieser Tierart sein.

## Geschichte
In den 1980er Jahren begannen die pensionierten amerikanischen Auswanderer Margot und Richard Frisius, sich um von der Regierung beschlagnahmte und von privaten Haltern abgegebene Papageien zu kümmern. 1992 starteten sie ein offizielles Zuchtprogramm für die zwei einheimischen Ara-Arten Costa Ricas. Zu diesem Zweck wurde die gemeinnützige Organisation „Amigos de las Aves“ (Freunde der Vögel) ins Leben gerufen.
Mit den Jahren entwickelten sich so die größte Population von Großen Soldatenaras in Gefangenschaft und ein funktionierendes Auswilderungsprogramm von Hellroten Aras.
2008 starb Margot Frisius und die Familie Frisius beschloss zur Fortführung ihres Projekts die Übergabe der Organisation an den Treuhandfonds, seit 2009 bekannt als „The Ara Project“.
Das Ara-Projekt hat ein neues Konzept für die Erhaltung der Aras, unter Wahrung der Vision der Familie Frisius und ihrer erfolgreichen Technik, basierend auf jahrelanger Erfahrung der Zucht und Auswilderung von Aras. Die Aras werden in ihren drei Auswilderungsstationen (Manzanillo, Punta Islita und Tiskita) in die Freiheit entlassen. Die Aras haben eine Überlebensrate von etwa 90 %.